# Jewels
Jewels – wydana w 2004 roku w Japonii płyta DVD z teledyskami Queen z lat 70 i 80. Zawiera 16 teledysków grupy oraz galerię zdjęć (z utworem „Let Me Live” odtwarzanym w tle).
Pod takim samym tytułem wydano także płytę CD audio z muzyką uszeregowaną w takiej samej kolejności jak na płycie DVD

## Lista utworów
1. „I Was Born to Love You” (2004 video)
2. „We Will Rock You”
3. „We Are the Champions”
4. „Don’t Stop Me Now”
5. „Too Much Love Will Kill You”
6. „You’re My Best Friend”
7. „Under Pressure”
8. „Radio Ga Ga”
9. „Somebody to Love”
10. „Killer Queen”
11. „Another One Bites the Dust”
12. „Crazy Little Thing Called Love”
13. „Flash”
14. „The Show Must Go On”
15. „Bohemian Rhapsody”
16. „I’m Going Slightly Mad”